# دنیس کولینگر
دنیس کولینگر (انگلیسی: Denis Kolinger؛ زادهٔ ۱۴ ژانویهٔ ۱۹۹۴) بازیکن فوتبال اهل کرواسی است.
از باشگاه‌هایی که در آن بازی کرده‌است می‌توان به باشگاه فوتبال زاگرب اشاره کرد.
وی همچنین در تیم‌های ملی فوتبال Croatia national under-17 football team, Croatia national under-17 football team, Croatia national under-18 football team, Croatia national under-19 football team، زیر ۲۱ سال کرواسی، و کرواسی بازی کرده‌است.